# Francesco Carrara (cardinale)
Francesco Carrara (Ghisalba, 1º novembre 1716 – Roma, 26 marzo 1793) è stato un cardinale italiano.

## Biografia
Di nobile famiglia, figlio di Carlo e di Anna Maria Passi, studiò al collegio Mariano di Bergamo (con il fratello Giacomo, futuro collezionista d'arte), quindi a Brescia, a Padova e a Roma, presso il Collegio Cerasoli (dal 17396, su sollecitazione di monsignor Alessandro Furietti. In quest'ultima città trascorse il resto della sua vita, intraprendendo la carriera in Curia.
Papa Pio VI lo elevò al rango di cardinale nel concistoro del 14 febbraio 1785 con titolo di San Girolamo degli Schiavoni e fu addetto alle congregazioni del Concilio, di Propaganda Fide, dei Vescovi e regolari, e dell'Indice.
Fu membro molto attivo dell'ambiente culturale romano, dentro e fuori la Curia, mantenendo tuttavia sempre un profilo discreto e prudente, come ad esempio nel caso della scottante questione della soppressione dei Gesuiti, o dell'espansione delle correnti gianseniste.
Era un attento conoscitore di libri, che leggeva, acquistava presso i maggiori editori italiani e consigliava al fratello Giacomo come ad altri corrispondenti bergamaschi. Inoltre prese parte a diverse imprese editoriali, grazie alla rete di relazioni con altri religiosi - come il cardinale Querini e il cardinale Furietti - e con editori e stampatori bergamaschi, in particolare Pier Antonio Serassi e Pietro Lancellotti.
Morì il 26 marzo 1793, dopo una breve malattia: all'indomani del decesso il corpo fu sottoposto ad autopsia, procedura inusuale al tempo.

## Opere
- La caduta del Velino nella Nera, Roma, Arcangelo Casaletti, 1779.

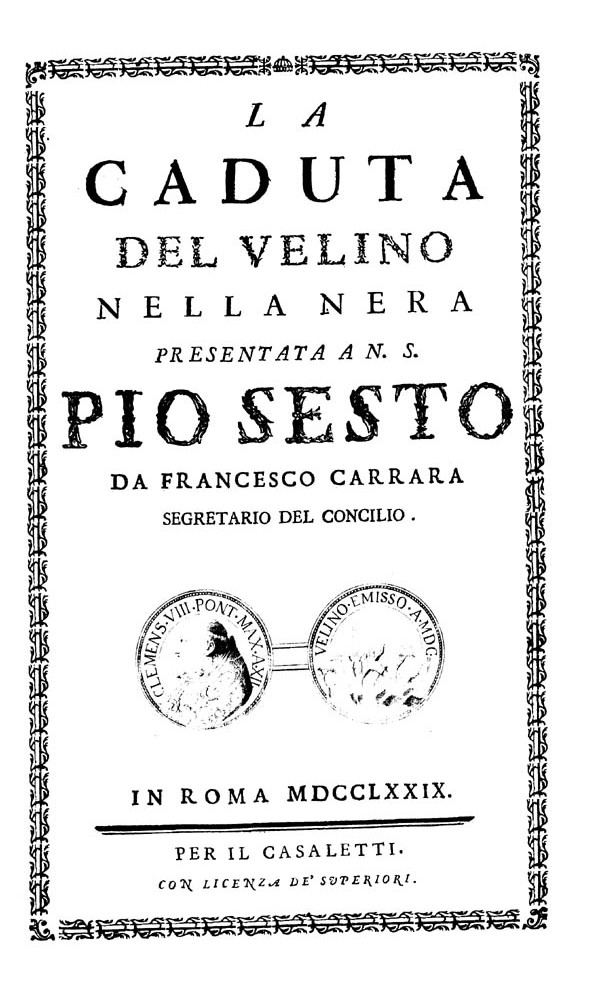
La caduta del Velino nella Nera, 1779